# Piccoli fragilissimi film – Reloaded
Piccoli fragilissimi film – Reloaded è il decimo album in studio del cantautore italiano Paolo Benvegnù, pubblicato in data 11 ottobre 2024.

## Descrizione
L'album è una riedizione del primo album del cantautore e celebra il ventennale della sua pubblicazione. Include l'intera tracklist reinterpretata con la partecipazione di vari ospiti, insieme a tre brani inediti.

## Tracce
1. Il mare verticale (feat. Paolo Fresu & Ermal Meta) –  5:37
2. Cerchi nell'acqua (feat. Tosca) – 4:30
3. Io e te (feat. Malika Ayane) – 4:56
4. Il sentimento delle cose (feat. Giovanni Truppi) 4:46
5. Fiamme (feat. Piero Pelù) – 3:58
6. Suggestionabili (feat. Fast Animals and Slow Kids) – 3:35
7. Brucio (feat. Motta) – 8:00
8. È solo un sogno (feat. La rappresentante di lista) – 4:22
9. Only for you (feat. Appino) – 3:23
10. Quando passa lei (feat. Dente) – 4:20
11. Catherine (feat. Lamante) – 4:47
12. Catherine (Nulla che conosco) – 2:57
13. Preferisci i silenzi (feat. Giulio Casale) – 5:25
14. Le gioie minime (feat. Irene Grandi) – 6:34
15. Isola ariosto (feat. Max Collini) – 8:25

Contenuto dell'edizione limitata boxset:
- 2 LP con gli stessi 15 brani
- Musicassetta “Il mare, oscenamente il mare”, con brani inediti;
- 4 tavole fotografiche con immagini inedite e poesie scritte da Paolo Benvegnù
- 2 spillette da collezione

## Formazione
- Paolo Benvegnù – voce e chitarra
- Luca Baldini – basso elettrico
- Daniele Berioli – batteria
- Gabriele Berioli – chitarra elettrica
- Tazio Aprile – pianoforte
- Saverio Zacchei – tromba, trombone